# Tarnaz Amarello
Tarnaz Amarello is een Nederlands-Surinaams zanger en songwriter. Hij zong in Suriname in verschillende a-capellagroepen. Nadat hij in 2000 naar Nederland vertrok, trad hij vijf jaar lang op in binnen- en buitenland en stond hij met de boyband Deja in het voorprogramma van de Amerikaanse band Blackstreet. In 2023 zong hij het winnende lied van het Surinaamse muziekfestival SuriPop.

## Biografie
Tarnaz Amarello werd in Rotterdam geboren en komt uit een muzikale familie. Zijn moeder was jazzzangeres en stiefvader gitarist. Op zijn tiende overleed zijn moeder. Hij ging toen naar het geboorteland van zijn ouders, Suriname. In zijn jonge jaren schreef hij ook liedjes, waaronder Why? dat hem hielp bij de verwerking van het verlies van zijn moeder. Hij bracht veel van zijn composities niet uit.
Hij zong vanaf zijn twaalfde in een kerkkoor en ontwikkelde zich als gospelzanger. Hij houdt ook van de zangstijl close harmony. Hij zong in verschillende a-capellagroepen, waaronder 5 Part Harmony (5PH) en 4 Sten. Humphrey Koulen zong ook in deze groepen, en toen Koulen verderging met Humphrey & Friends, sloot Amarello zich daarbij aan. Met Ngina Devis vormde hij het duo The United Souls (T.U.S.).
Sinds 2000 woont hij opnieuw in Nederland. Vijf jaar lang toerde hij met de boybands Twisted en vooral Deja door Nederland en de landen eromheen. Met Deja stond hij in het voorprogramma van de Amerikaanse band Blackstreet. Verder deed hij gospelprojecten en studiowerk. Vervolgens werd hij vader en kwam de muziek op de achtergrond. Wel geeft hij nog zangworkshops en treedt hij op als gastzanger.
In 2023 vroeg Humphrey Koulen om een lied van hem te vertolken, Na so mi wan fu syi kresneti. Hij had het geschreven voor de Kerstsong Competitie, een speciale editie van SuriPop. Amarello vertolkte het nummer op 15 december 2023 en de compositie sleepte de eerste prijs van het festival in de wacht. Amarello zong het lied met een falsetto wat hem veel lof opleverde van de recensent Jeff Cramer in De Ware Tijd, zoals voor een juiste timing in de omschakeling van crescendo naar decrescendo. Het Dagblad Suriname kon de falsetto niet waarderen.